# Stypommisa punctipennis
Stypommisa punctipennis är en tvåvingeart som beskrevs av Günther Enderlein 1923. Stypommisa punctipennis ingår i släktet Stypommisa och familjen bromsar. Inga underarter finns listade i Catalogue of Life.